# Terre Adélie-Kraton
Der Terre Adélie-Kraton, repräsentiert ein Kraton-Fragment in Ostantarktika. Er tritt über eine Länge von ca. 400 Kilometer am Küstenbereich von Adélieland und George V Land bzw. an der  Georg-V.-Küste zu Tage. Vermutlich sind größere Bereiche unter dem mächtigen antarktischen Eisschild verborgen.

Karte der Antarktis und der umliegenden Gewässer
Lage von Adélieland
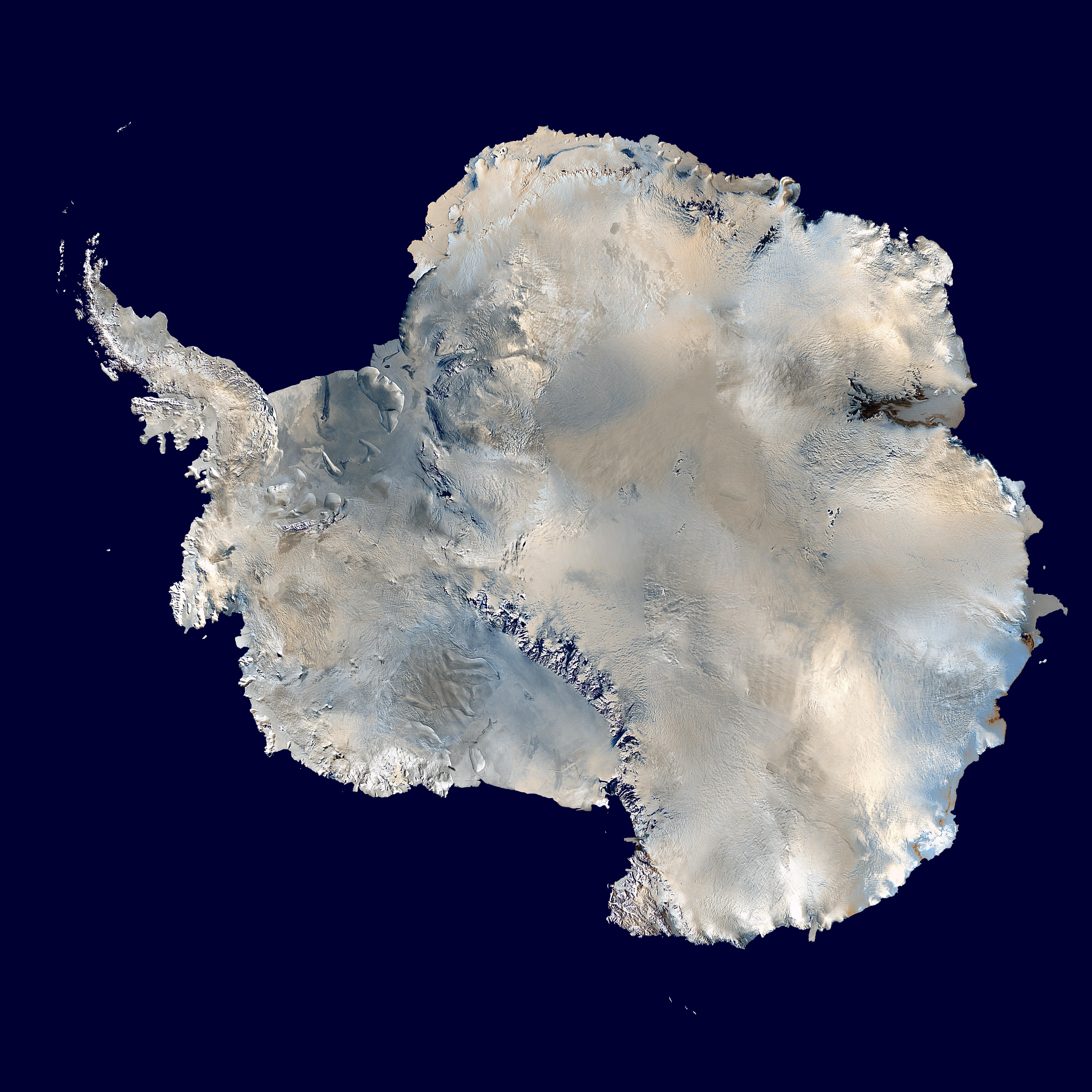
Satellitenaufnahme des antarktischen Eisschildes

Die Entwicklung des Terre Adélie-Kratons umfasst einen Zeitraum von ca. 2520 Millionen Jahren (abgekürzt mya) bis ca. 1700 mya. Ab dem Superkontinent Columbia war dieser Kraton mit dem australischen Gawler-Kraton verbunden.

## Geologische Entwicklung und Struktur
Die mehrphasige geodynamische Entwicklung des Terre Adélie-Kratons kann von ca. 2520 mya (Neoarchaikum) bis ca. 1700 mya (Paläoproterozoikum) zurückverfolgt werden. Der Kratonbereich ist strukturiert in eine östliche und eine westliche Provinz.
Die östliche Provinz ist dominiert durch ein neoarchaisches Grundgebirge. Es besteht aus felsischen bis mafischen Orthogneisen und Granodioriten, welche in die überlagernden terrestrischen Metasedimente intrudierten. Diese 2550 bis 2440 mya alten Magmatite kommen in zwei getrennten tektonischen Zonen vor, welche aus tiefen bzw. mittleren Krustentiefen stammen. Während einer neoarchaischen orogenen Phase wurden die Gesteine aus dem tieferen Krustenbereich unter granulitschen, die aus mittleren Tiefen unter amphibolitischen Konditionen metamorph überprägt. Innerhalb der östlichen Provinz befindet sich ein paläoproterozoisches Sedimentbecken. Begrenzt wird die östliche Provinz durch zwei Scherzonen. Die östliche bildet die Grenze zum übrigen ostantarktischen Grundgebirge, die westliche zur westlichen Provinz.
In der westlichen Provinz bildete sich ein paläoproterozoisches Becken aus. Es besteht aus metapelitischen migmatisierten Gneisen, geringanteiligen Metagrauwacken sowie unterschiedlichen Vulkaniten und Magmatiten. Die ältesten Ausgangsgesteine datieren auf 2400 bis 2200 mya, mit 2800 mya alten Zirkonen. Die Sedimentationsphase in diesem Becken war kurz und erfolgte ab 1720 mya. Um 1690 mya traten Metamorphosen, partielle Gesteinsschmelzen (Anatexis), begleitet von mafischen Magmaintrusionen auf. Diese Zeiträume entsprechen der Kimban-Orogenese.
Alter, Petrographie der Gesteine und die tektono-thermalen Prozesse korrelieren mit denjenigen vom australischen Gawler-Kraton. Daher wird der Terre Adélie-Kraton als Teilstück des Gawler-Kratons von Proto-Australien angesehen.

## Erdgeschichtlicher Rahmen

Hypothetische Paläogeographie des Superkontinents Columbia vor etwa 1590 Millionen Jahren
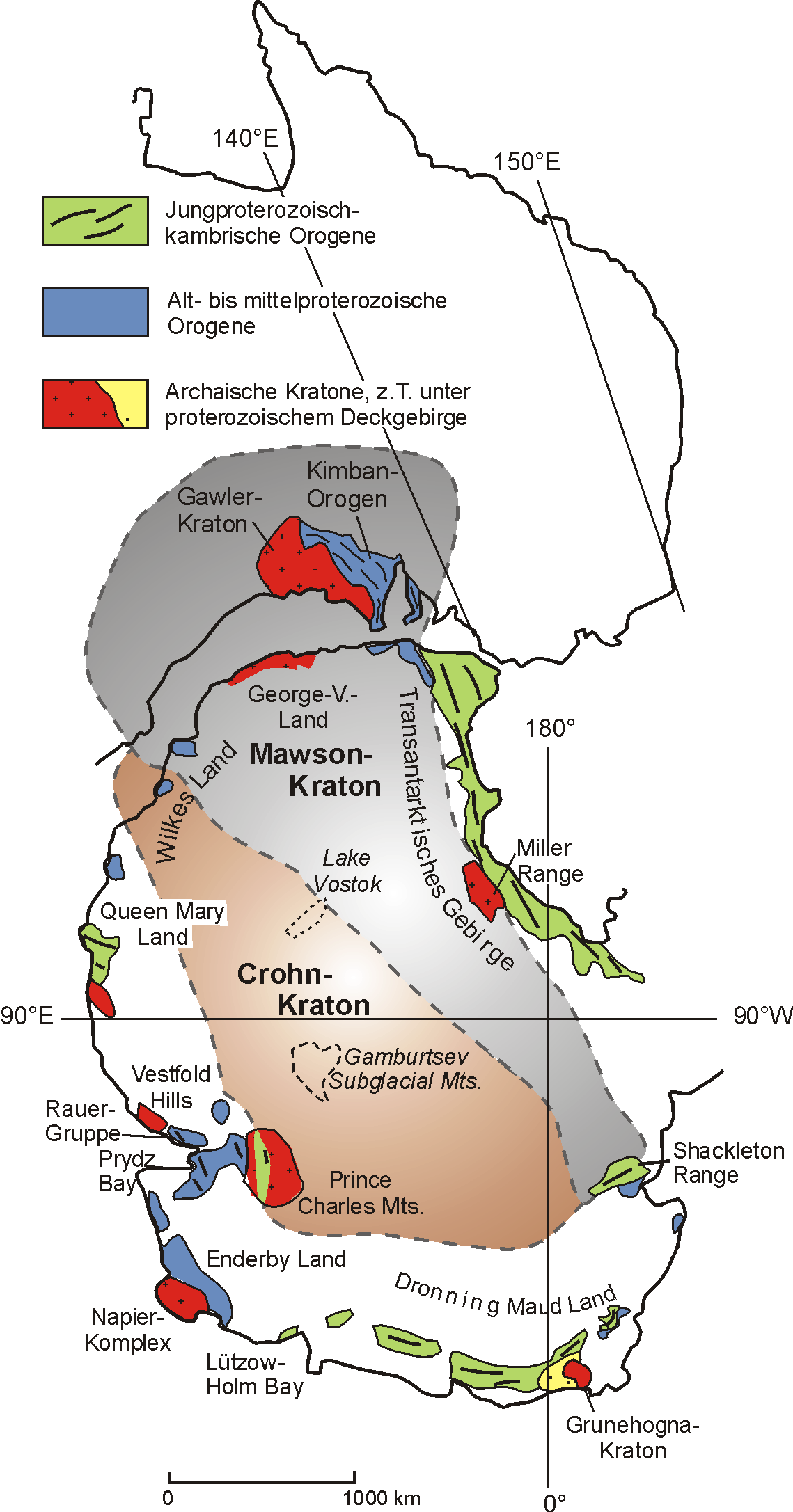
Der Mawson-Kontinent mit den Bestandteilen Mawson-Kraton, Gawler-Kraton und dem Terre Adélie-Kraton am Küstenbereich von George V Land

In Rekonstruktionen des Superkontinents Columbia  waren die Landmassen des Mawson-Kratons, des Gawler-Kratons und des Terre Adélie-Kratons tektonisch verbunden. Sie werden als Mawson-Kontinent bezeichnet.  Die Trennung begann im Oberjura um ca. 160 mya mit der Separierung Proto-Ostgondwanas von Proto-Australiens.